# Thecopus maingayi
Thecopus maingayi là một loài thực vật có hoa trong họ Lan. Loài này được (Hook.f.) Seidenf. miêu tả khoa học đầu tiên năm 1983.